# Davide Malacarne
Pour les articles homonymes, voir Malacarne.
Davide Malacarne (né le 11 juillet 1987 à Feltre, dans la province de Belluno en Vénétie) est un coureur cycliste italien. Professionnel sur route de 2009 à 2016, il court en VTT marathon avec l'équipe DMT Racing en 2017.

## Biographie

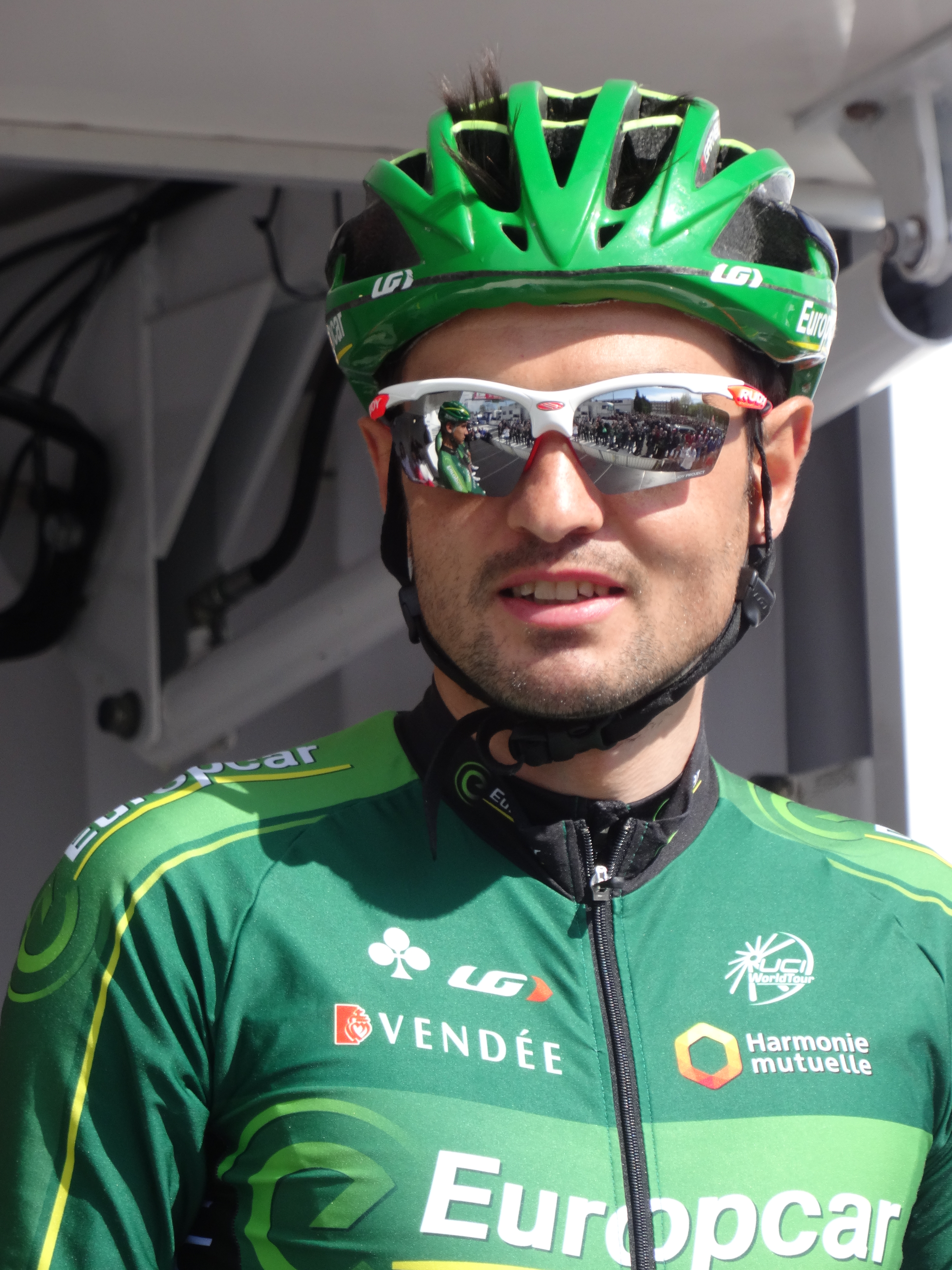
Davide Malacarne lors du Grand Prix de Denain 2014.

Vainqueur notamment du Giro Belvedere di Villa di Cordignano et du GP Citta di Arezzo chez les amateurs, Davide Malacarne passe professionnel dans l'équipe Quick Step en 2009. Il termine deuxième de la quatrième étape et du classement final du Tour de Turquie en avril.
En 2010, il remporte en solitaire sa première victoire à l'occasion de la cinquième étape du Tour de Catalogne, épreuve ProTour. L'année suivante, il est meilleur grimpeur du Tirreno-Adriatico. 
En fin de saison, son transfert dans l'équipe Europcar est annoncé. Il court trois ans dans cette équipe, avec laquelle il dispute deux fois le Tour de France.
En 2015, il est recruté pour un an par l'équipe Astana, il prolonge le contrat qui le lie à cette formation en fin de saison. Il n'est pas conservé en fin d'année 2016.
En 2017, il se tourne vers le VTT marathon au sein de l'équipe DMT Racing.

## Palmarès et classements mondiaux sur route

### Palmarès amateur
- 2005
  - Trofeo Dorigo Porte
- 2006
  - Coppa Città di Lonigo
  - Trophée Matteotti espoirs
  - Tour de Vénétie et des Dolomites :
    - Classement génétral
    - 2e étape

  - 3e du Trofeo Alcide Degasperi
- 2007
  - Giro delle Valli Aretine
  - 2e du Giro Ciclistico del Cigno
- 2008
  - Giro del Belvedere

### Palmarès professionnel
- 2009
  - 2e du Tour de Turquie
- 2010
  - 5e étape du Tour de Catalogne
- 2016
  - 1re étape du Tour du Trentin (contre-la-montre par équipes)
  - 2e étape du Tour de Burgos (contre-la-montre par équipes)

### Résultats sur les grands tours

#### Tour de France
2 participations
- 2012 : 59e
- 2013 : 49e

#### Tour d'Italie
5 participations
- 2009 : abandon (18e étape)
- 2011 : 146e
- 2014 : 39e
- 2015 : 85e
- 2016 : 47e

#### Tour d'Espagne
3 participations
- 2010 : 126e
- 2011 : 56e
- 2016 : abandon (14e étape)

### Classements mondiaux
| Année                  | 2006 | 2007 | 2008 | 2009 | 2010 | 2011 | 2012 | 2013 | 2014 | 2015 |
| ---------------------- | ---- | ---- | ---- | ---- | ---- | ---- | ---- | ---- | ---- | ---- |
| Calendrier mondial UCI |      |      |      |      | 196e |      |      |      |      |      |
| UCI World Tour         |      |      |      |      |      | nc   |      |      | 149e | nc   |
| UCI Europe Tour        | 571e | 195e | 359e |      |      |      | 330e | 442e |      |      |

## Palmarès en cyclo-cross
- 2005
  -  Champion du monde de cyclo-cross juniors
  -  Champion d'Italie de cyclo-cross juniors
  - Coupe du monde junior 
    - 1er du classement général
    - Vainqueur de 2 manches (Pijnacker  et  Hofstade)